# Camafeo (canción)
«Camafeo» es una canción compuesta por el músico argentino Luis Alberto Spinetta e interpretada por la banda Spinetta Jade. Es la primera del álbum de 1984 Madre en años luz, cuarto y último de esa banda y 18º en el que tiene participación decisiva Luis Alberto Spinetta.
Spinetta Jade estaba integrada por César Franov (bajo), Juan Carlos "Mono" Fontana (Yamaha Grand - Yamaha DX7, Oberheim OBX-8, Moog The Source), Lito Epumer (guitarra) y Luis Alberto Spinetta: guitarra y voces.
Héctor "Pomo" Lorenzo, integraba por entonces la banda, pero en el álbum solo participa del tema "Diganlé".

## Contexto
El tema abre el último de los cuatro álbumes de la banda Spinetta Jade, Madre en años luz, con importantes cambios en su integración, respecto del álbum anterior, Bajo Belgrano (1983), fundamentalmente la salida de Sujatovich (teclados) y la entrada del Mono Fontana (teclados) y Lito Epumer (guitarra), especialmente Fontana que acompañará desde entonces a Spinetta muchos años e influirá sustancialmente en su sonido. El álbum se realiza también con una "máquina de ritmos" (Oberheim DMX), por primera vez en la carrera de Spinetta.
Madre en años luz fue un álbum bisagra, que cerró la etapa jazzera de Spinetta, para abrir una etapa de nuevos sonidos, calificados como más "ochentosos", más pop y más tecno.

## El tema
El tema se caracteriza por la potencia de los sintetizadores. En los años siguientes, la canción será habitualmente interpretada como bis en las presentaciones en vivo. En su momento el nuevo sonido electrónico que Spinetta inauguraba con este álbum y sobre todo en este tema, generó debates y críticas, llegando algunos fanes a hablar de "traición", por utilizar una tecnología que se percibía como "la del enemigo".
En este tema Spinetta (voz, caja de ritmos) está solo acompañado por Juan Carlos "Mono" Fontana (teclados).
La letra, hermética como muchas de las letras de Spinetta, se refiere al tiempo, al futuro (todo el tema está escrito en tiempo futuro) y al lugar de cada persona en la historia:

Se galvanizará, se galvanizará la historia...

Te voy a delinear, te voy a conservar camafeo...

El propio Spinetta explica en el libro Crónica e Iluminaciones de Eduardo Berti el significado de la expresión "se galvanizará la historia":

-¿Por qué cantás en "Camafeo" que se va a galvanizar la historia?
Porque se erigen monumentos y se momifica. La historia está hecha a base de momificaciones, tanto de textos, como de hechos y cosas. La historia es una estructura de ida y vuelta, en esta civilización que avanza pero sigue consumiendo lo que dejó atrás. Nos dirigimos hacia el futuro y el pasado es, mientras tanto, una especie de trasplante.

Francisco Marcioni ha reflexionado sobre el significado de "Camafeo", relacionándolo con su nuevo sonido y la metáfora sobre el futuro que el mismo Spinetta había anticipado en su álbum Mondo di cromo de 1983:

En Camafeo, el primer tema del disco la máquina suena como una chapa a tempo perfecto mientras la suave brisa spinetteana anuncia que se galvanizará, se galvanizará la historia. Ya el Flaco había grabado Mondo di cromo, y aunque todavía atravesado por el jazz rock, desde el concepto anunciaba la cromización de la realidad. En su tapa, una aspiradora futurista y un anciano que no quiere morder el polvo.
Francisco Marcioni

## Versión para la Rock & Pop de 1985
En 1985 Spinetta grabó una versión de "Camafeo" cambiándole la letra, para la inauguración de una radio especializada en rock en Buenos Aires que tomaría el nombre de la Rock & Pop, radio que se convertiría una de las principales del país. El hecho fue una respuesta a su amigo y excompañero de Almendra Emilio del Guercio, quien poco antes había firmado una solicitada con otros músicos cuestionando la participación de músicos extranjeros en un festival organizado por la Rock & Pop en 1985. Esta versión se convertiría en un hit.
En un reportaje publicado por la revista Humor en febrero de 1986, Spinetta se refirió al tema:

- Pregunta: ¿ Por qué grabaste "Camafeo" con otra letra, como jingle de la "Rock and Pop"?
-Luis Alberto Spinetta: Me pareció piola escucharlo por la radio con otra letra, en lugar de no escucharlo nunca porque no me lo difunden... Y además lo hice en reacción contra Emilio del Güercio ( ex bajista de Almendra ) me pareció horripilante que hiciera una manifestación en contra de la "Rock and Pop". Pero lo fundamental, es lo siguiente : a mi esa radio me parece impresionante, y si bien yo nunca laburaría con Daniel Grinbank ( el dueño de la radio ) admiro que haya hecho una radio para la gente del palo. Honestamente una versión de "Camafeo" no me la pidieron, la hice y cuando se enteró; Grinbank estaba super-agradecido. Pero fijate, a esa radio le hice una copia especial de "Rezo por vos" y "Alfil" pre-final-mix para que me la difundan, y no las pasaron nunca... Mirá la hice con amor, y no creo represente ningún tipo de cesión ideológica, con el background que tengo detrás. Si alguno la rechaza mejor.